# Hieracium dasycraspedum
Hieracium dasycraspedum es una especie de planta con flor del género Hieracium, de la familia Asteraceae, orden Asterales.

## Distribución
Hieracium dasycraspedum se distribuye por Grecia.

## Taxonomía
Fue descrita científicamente por K. P. Buttler. Fue publicada en Mount. Fl. Greece.